# Daniel Gamarra
Daniel Gamarra (Montevideo, Uruguay, 9 de diciembre de 1978) es un exfutbolista y entrenador uruguayo. Jugaba como mediocentro. 
Tras su retiro se quedó a vivir en Colombia. Ha dirigido al Club Tenis y el Comfanorte en la ciudad de Cúcuta, ganando algunas medallas en los juegos Intercolegiados.

## Clubes

### Como jugador
| Club                 | País     | Año         |
| -------------------- | -------- | ----------- |
| Bella Vista          | Uruguay  | 1996 - 2001 |
| Tacuarembó           | Uruguay  | 2002        |
| Bella Vista          | Uruguay  | 2003        |
| El Tanque Sisley     | Uruguay  | 2004        |
| Cienciano            | Perú     | 2004        |
| Santa Fe             | Colombia | 2005 - 2006 |
| Real Cartagena       | Colombia | 2007 - 2008 |
| Patriotas Boyacá     | Colombia | 2009        |
| Atlético Bucaramanga | Colombia | 2010 - 2012 |

### Como asistente técnico
| Club             | País     | Año  |
| ---------------- | -------- | ---- |
| Cúcuta Deportivo | Colombia | 2014 |

### Como entrenador
| Club          | País      | Año  |
| ------------- | --------- | ---- |
| Real Frontera | Venezuela | 2019 |

## Palmarés

### Como jugador

#### Campeonatos internacionales
| Título              | Club      | Sede            | Año  |
| ------------------- | --------- | --------------- | ---- |
| Recopa Sudamericana | Cienciano | Fort Lauderdale | 2004 |